# Simcha Baba
Simcha Baba (hebr. שמחה בבה; ur. 27 listopada 1902 na terenie ob. Polski, zm. 10 grudnia 1973) – izraelski polityk, członek Knesetu.
Urodził się na ziemiach polskich jako Symcha Baba, był członkiem Światowej Organizacji Syjonistycznej. Należał do organizacji Et Liwnot, redagował wydawane w jidysz czasopismo „Cijonistisze Welt”. W 1933 roku odbył aliję do Mandatu Palestyny. Po II wojnie światowej kierował organizacją odpowiedzialną za demobilizowanych żołnierzy, a od 1948 roku pełnił funkcję zastępcy dyrektora departamentu wojskowego w Ministerstwie Obrony Izraela. Należał do organizacji Ogólni Syjoniści, z listy tej partii został w 1951 wybrany do Knesetu, podczas wyborów w 1955 roku został wybrany ponownie, utracił mandat w 1959 roku.